# Waghenbrugghe
Waghenbrugghe of Oud-Wymbritseradeel was een middeleeuws district in Zuidwest-Friesland.
Het district is ontstaan uit een ouder gouw dat Zuidergo werd genoemd en waarvan men aanneemt dat het samenviel met het graafschap Stavoren. Waghenbrugghe is in de loop van de 14e eeuw opgesplitst in de districten Wymbritseradeel en Doniawerstal, die op hun beurt uiteenvielen in meerdere kleinere eenheden, voorlopers van de latere grietenijen. Uit het oude Wymbritseradeel ontstonden de delen Wymbritseradeel en Hemelumer Oldeferd, met de steden Stavoren, Hindeloopen, Workum, Sneek en IJlst, die voortaal tot Westergo werden gerekend. De oostelijke districten sloten zich aan bij het nieuwe gouw Zevenwouden. Hier ontstonden de delen Doniawerstal en Mirderland, de kern van het latere Lemsterland. Gaasterland (met het stadje Sloten) voegde zich rond 1500 bij Zevenwouden.

## Naam
De naam van het district komt onder andere voor als Wenbirge (1296), Waghenbruckghe (1298), Weenbrugge of Weenberge (1310), Wagingberge (1311), Waghenbrugghe (1313), Wagenbrugge (1320), Weghenbrenghe (1326), Waghenbrenstzeradele of Wembrenzera Dela (14e eeuw), later als Olde Wagenbrugge (1398) en Weynbritzera auld deel (1488).
De verklaring van de naam Waghenbrugghe is omstreden. Vanouds ging men er vanuit dat deze - net als bij Wageningen en Wagenberg - was ontleend aan het woord wagen 'wagen, kar' met het suffix -brug 'brug'. De archeoloog Herre Halbertsma betoogde echter in 1960 dat wagen- hier 'moerasland' zou betekenen. Het tweede naambestanddeel -brugghe of -britze zou eveneens afgeleid zijn van -broek: 'moerasland'. De bekende taalkundige Maurice Gysseling antwoordde dat uit het laatste bleek "dat Halbertsma van taalkunde weinig afweet". Het tweede deel van Halbertsma's verklaring werd ook door andere taalkundigen overgenomen en is in zijn latere werk niet terug te vinden. Desondanks is deze uitleg in Friesland algemeen geaccepteerd geraakt.
Minder omstreden is Halbertsma's uitleg van het eerste naambestanddeel. Het woord *wagen 'moerasveen' of 'trilveen' (van Proto-Germaans *wakkōn- 'bewegen, schudden') komt onder andere voor in de Engelse plaatsnaam Wawne, in de riviernaam Waveney en mogelijk ook in de Nederlandse plaatsnamen Wagenberg en Wagenborgen voorkomt. Het zou echter ook om de stam *wēgina- 'hellend' kunnen gaan, zoals in de Vlaamse toponiemen Weinebrugge en Wenduine. Minder waarschijnlijk is verwantschap met het Middel-Engelse woord wain 'zoom, rand', dat maar zelden voorkomt.

## Trivia
'Waghenbrugghe' was de naam van een werkvoorzieningschap in Sneek.